# Comparador digital
|  | Per a altres significats, vegeu «comparador (desambiguació)». |

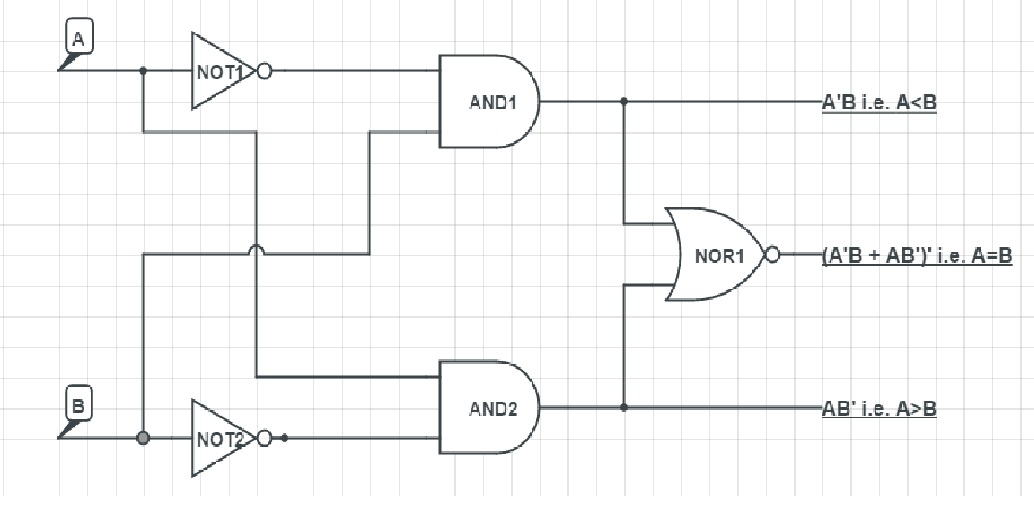
comparador alternatiu sense utilitzar XNOR (mitjançant la porta NOR)

Un comparador digital o comparador lògic és un circuit lògic al qual es presenten dues paraules en forma binària com a entrada i que determina quin dels dos números corresponents és més gran o si són iguals. Exemples de comparadors lògics són CMOS 4063 i 4585 i TTL 7485 i 74682-89. Un equivalent analògic seria l'amplificador operacional en mode saturat.

## Comparador d'identitat

Estructura d'un comparador d'identitat

El comparador d'identitat (anglès: Identity Comparator) prova dos bits per obtenir la igualtat, ho fa amb l'ajut d'una porta XNOR. Per comparar bytes, es comparen dos bits equivalents entre si i el resultat es vincula amb una porta AND.
| Comparacions       | família | descripció        |
| ------------------ | ------- | ----------------- |
| Byte de 2 × 8 bits | TTL     | SN74LS688 (de TI) |
| Byte de 2 × 9 bits | TTL     | AM29809 (d'AMD)   |

## Comparador de magnitud

Estructura d'un comparador de magnituds d'1 bit

A més a més de la igualtat, el comparador de magnituds també pot provar les relacions més gran que i més petit que. Per poder realitzar la comparació de magnituds, cal codificar els dos números de la mateixa manera. A més, el comparador de magnituds s'ha de dissenyar per al codi utilitzat.
La taula de veritat d' un comparador de dues paraules d'un bit cadascuna es pot expressar de la següent manera :
| a | b |  | y a > b | y a = b | y a < b |
| - | - |  | ------- | ------- | ------- |
| 0 | 0 |  | 0       | 1       | 0       |
| 0 | 1 |  | 0       | 0       | 1       |
| 1 | 0 |  | 1       | 0       | 0       |
| 1 | 1 |  | 0       | 1       | 0       |

## Tipus de xips comparadors
- Circuits integrats de la sèrie LM
- Circuits integrats de la sèrie 4000
- Circuits integrats de la sèrie 7400